# Egbert Altena
Egbert Altena (Genemuiden, 24 juli 1908 - Kampen, 28 september 1944) was een Nederlands oorlogsslachtoffer uit de Tweede Wereldoorlog.
Altena was hoofdonderwijzer van de lagere school Groen van Prinsterer aan de Vloeddijk in Kampen. Hij werd gearresteerd tijdens een razzia op 28 september 1944 en later op die dag standrechtelijk doodgeschoten, samen met Pieter Cornelis Blokker en Johan Asuerus Vredeveld. Egbert Altena liet vijf kinderen achter, variërend in leeftijd van tien jaar tot tien weken. 
Hoewel 'arbeidssabotage' werd gegeven als officiële reden voor terechtstelling, is de exacte reden voor zijn selectie, samen met Blokker en Vredeveld, nooit volledig opgehelderd. Hun executie is daarmee de meest schokkende uiting van willekeurig geweld door de Duitse bezetter tegen de Kamper burgerbevolking. De herinnering aan deze gebeurtenis wordt levend gehouden door een gedenkplaat in een muur aan de Prinsenstraat naast de kazerne (later de hoofdvestiging van de Protestantse Theologische Universiteit Kampen) op de Koornmarkt, waar op de binnenplaats de executie plaatsvond. 
De acteur Henk van Ulsen, wiens familie naast de Koornmarkt Kazerne woonde, beschrijft in oorlogsherinneringen dat hij van de schoten op 28 september 1944 oorgetuige was.
Ook op het gemeentelijk oorlogsmonument van zijn geboorteplaats Genemuiden komt de naam van Egbert Altena voor.